# Азарх-Грановская, Александра Вениаминовна
Александра Вениаминовна Азарх-Грановская (урождённая Идельсон; 11 марта 1892, Витебск — 6 ноября 1980, Москва) — российская актриса, режиссёр и театральный педагог.

## Биография
Родилась в семье выпускника Дерптского университета, земского врача, почётного гражданина Витебска Вениамина Ивановича Идельсона (1850, Ливны — 1933) и Жанетты Моисеевны Баркан (1864, Мюнхен — 1940). Сестра поэтессы и художницы Раисы Вениаминовны Идельсон (1894—1972), жены художников Р. Р. Фалька (1886—1958) и А. А. Лабаса (1900—1983). Двоюродная сестра — советский молекулярный генетик Жозефина Григорьевна Шмерлинг (сестра В. Г. Шмерлинга). Двоюродный брат — Н. И. Идельсон.
Окончила гимназию в Витебске, изучала медицину в Брюсселе, Париже и Петрограде.
С 1919 года актриса Петроградской еврейской театральной студии, которой руководил её муж, Алексей Грановский. После переезда театра в Москву — актриса Государственного еврейского камерного театра (ГОСЕКТа), с 1925 года ставшего Государственным еврейским театром (ГОСЕТ).
В 1927 году, когда театр выезжал на гастроли, Грановские приняли решение остаться во Франции.
С 1933 — в СССР. Преподавала в театральном училище при ГОСЕТе. Попав под трамвай, лишилась ноги, тем не менее продолжала работать, выпустив ещё 4 спектакля, в том числе «Семья Оппенгейм» и «Блуждающие звезды».
Умерла 6 ноября 1980 года. Похоронена на Калитниковском кладбище.

## Государственный еврейский театр
- Бог мести (по Ш. Ашу) — одесситка Манка

### Театр интернационального действия (Париж)

#### Режиссёр
- «Бронепоезд 14-69»